# Deurne
Deurne ( udtale ?; Deurnes dialekt: Deurze) er en kommune og en by i den sydlige provins Noord-Brabant i Nederlandene.
- Wikimedia Commons har flere filer relateret til Deurne

51°27′50″N 5°47′42″Ø / 51.464°N 5.795°Ø